# Grande paix de Montréal
Pour les articles homonymes, voir Montréal (homonymie).
Le traité de la Grande Paix de Montréal est un traité de paix signé à Montréal le 4 août 1701 par le Sieur de Callière, gouverneur de la Nouvelle-France, et par 39 nations amérindiennes issues principalement de l'Iroquoisie et de la région des Grands Lacs. Négocié durant quatre ans, ce traité met fin aux guerres intermittentes du XVIIe siècle (entre les Iroquois, les Français et leurs alliés autochtones) et marque un tournant dans les relations franco-amérindiennes.

## Contexte
Le XVIIe siècle fut une période mouvementée dans l'histoire de la Nouvelle-France. Depuis la fondation de Québec en 1608 par Samuel de Champlain, le contrôle des réseaux de la traite des fourrures devient un enjeu de rivalité entre les différentes nations amérindiennes, chacune souhaitant apparaître en interlocuteur privilégié auprès des Européens. Les « Guerres franco-iroquoises » opposent bientôt les Hurons et les Algonquins alliés des Français aux nations iroquoises de la puissante Ligue des Cinq-Nations soutenues par les Hollandais puis les colons anglais. Parallèlement, les Français sont aussi alliés de la confédération Abenaquie, des Algonquins, des Montagnais et d'autochtones « domiciliés » dans la colonie (notamment à Kahnawake) .
Outre le danger iroquois, les Français craignent également que leurs alliés autochtones des Pays-d'en-Haut se mettent à commercer avec les colons de la Nouvelle-Angleterre, à Albany. Dans la mesure où les échanges commerciaux et la paix sont intimement liés dans les cultures autochtones, une telle éventualité pouvait mettre en péril l'alliance entre les Français et leurs alliés des Grands Lacs. Celle-ci est cruciale à la survie du projet colonial français en Amérique puisque la fourrure fournie par les autochtones est au cœur de l'économie de la Nouvelle-France. Les nations des Grands Lacs profitent également de ces liens commerciaux puisque les forts français de l'Ouest leur donnent accès à d'importants produits et services européens : armes à feu et munitions, vêtements, outils (haches, couteaux, etc.) ou encore forgerons.
À la fin des années 1660, l'arrivée du Régiment de Carignan-Sallières et la signature de traités avec les Iroquois permet de rétablir la paix dans la colonie mais celle-ci ne dure pas et force les autorités françaises à envisager de nouvelles solutions. Vers la fin du siècle, le contexte y devient favorable puisqu'à compter de 1697, les Iroquois se départent progressivement de leur attitude intransigeante : leur déclin démographique s’est accentué au fil des conflits et des épidémies, mettant en péril jusqu’à leur existence même (ils passent de 2550 guerriers en 1689 à 1230 en 1698). Afin d'affaiblir les Cinq-Nations, les conflits avec les nations des Grands Lacs furent d'ailleurs encouragés par la France. Parallèlement, le commerce en Iroquoisie est quasi-ruiné à la fin du XVIIe siècle et seuls les marchands de Nouvelle-Angleterre échangent avec les Cinq-Nations.

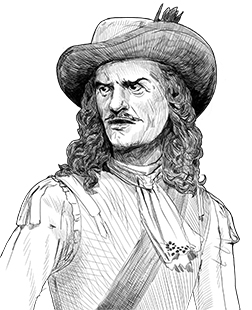
Frontenac, gouverneur de la Nouvelle-France. Il est l'un des instigateurs du processus ayant mené à la Grande Paix. Il meurt trois ans avant la signature de l'accord.

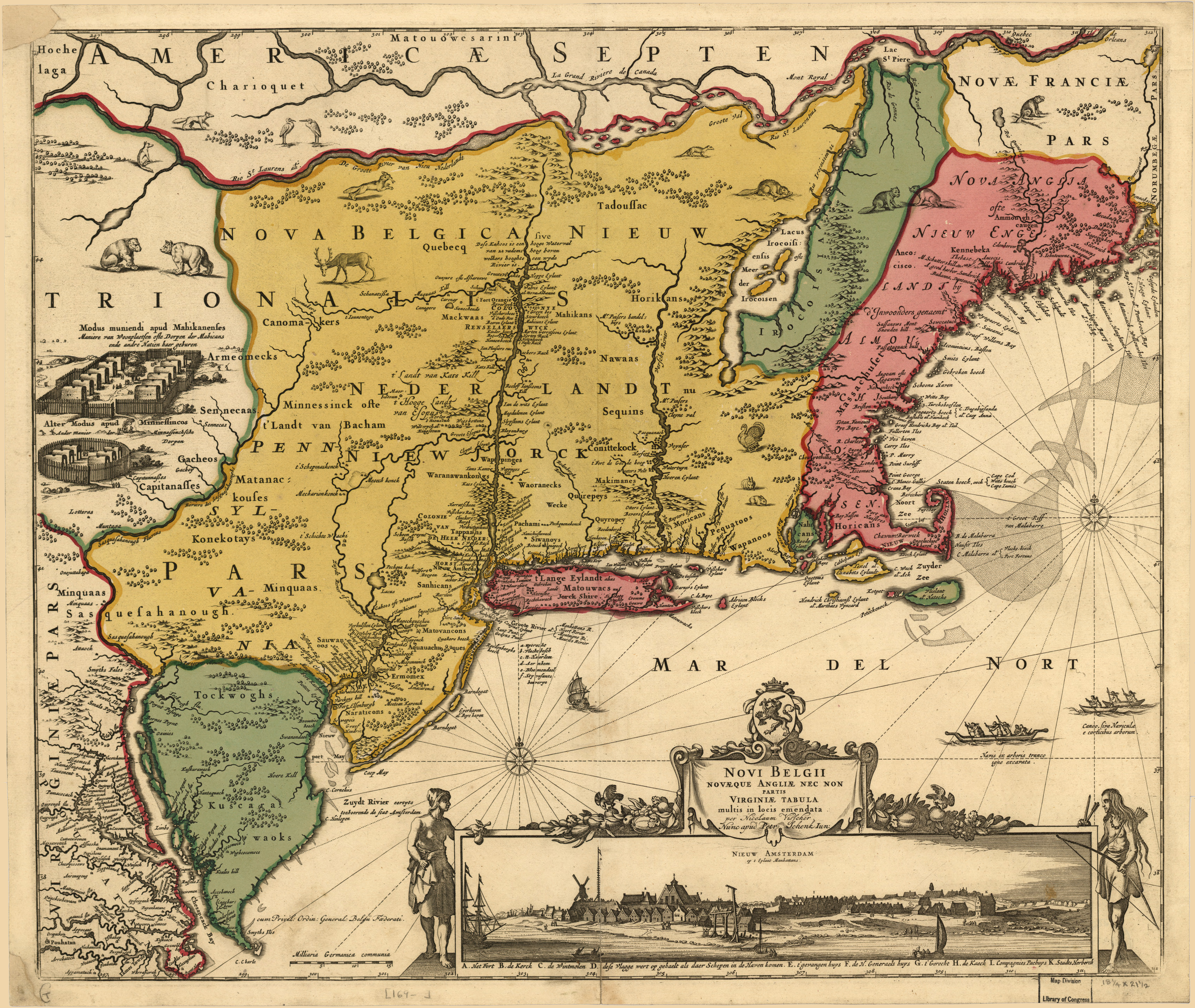
L'Iroquoisie est représentée sur cette carte de Nouvelle-Néerlande de 1655.

Le verrou iroquois enfin levé, rien ne s’oppose désormais à l’élaboration d’une paix globale profitable à l’ensemble des parties. Jusqu’alors et tout au long du siècle, plusieurs paix séparées avaient été conclues tant entre les Français et les Autochtones qu’entre nations amérindiennes. Toutes se révélèrent sans lendemain. À la lumière des tentatives précédentes, cette négociation décisive va faire l’objet de plusieurs étapes préliminaires, notamment sous l'impulsion de Louis de Buade de Frontenac, gouverneur de la Nouvelle-France.

## Négociations, signature et ratification du traité

### Les négociations préliminaires
La première phase de négociation entre les Français et les Iroquois s'amorce le 11 janvier 1697. Des Onneiouts arrivent alors à Montréal (comme promis au gouverneur Louis de Buade de Frontenac un an plus tôt) pour s'installer dans la région. Louis-Hector de Callière, alors gouverneur de Montréal (il deviendra gouverneur de la colonie après la mort de Frontenac en 1698), les reçoit favorablement et les informe du fait qu'il est disposé à discuter avec les autres nations iroquoises. Le 16 février, deux Mohawks arrivent à Montréal et sont emmenés à Québec pour rencontrer Frontenac. Les négociations virent toutefois au vinaigre quand ils arrivent avec deux prisonnières françaises et demandent la reprise des échanges commerciaux avec la Nouvelle-Angleterre. Les pourparlers échouent et Frontenac les garde même prisonniers pour le reste de l'hiver.
Les Français ont alors trois objectifs en ce qui a trait à la paix avec les Iroquois : signer une entente avec toutes les nations des Cinq-Nations, mettre en place une entente qui inclurait les nations des Grands Lacs (afin d'éviter des ententes autochtones séparées) et procéder à l'échange des prisonniers de guerre. Affaiblies mais d'abord hésitantes, les autres nations iroquoises finissent par se rallier aux Onneiouts et acceptent de négocier avec les Français. Le contexte diplomatique international ne leur est guère favorable : la signature du traité de Ryswick par la France et l'Angleterre en septembre 1697 leur enlève la garantie d'une protection de la Nouvelle-Angleterre en cas d'attaque française.

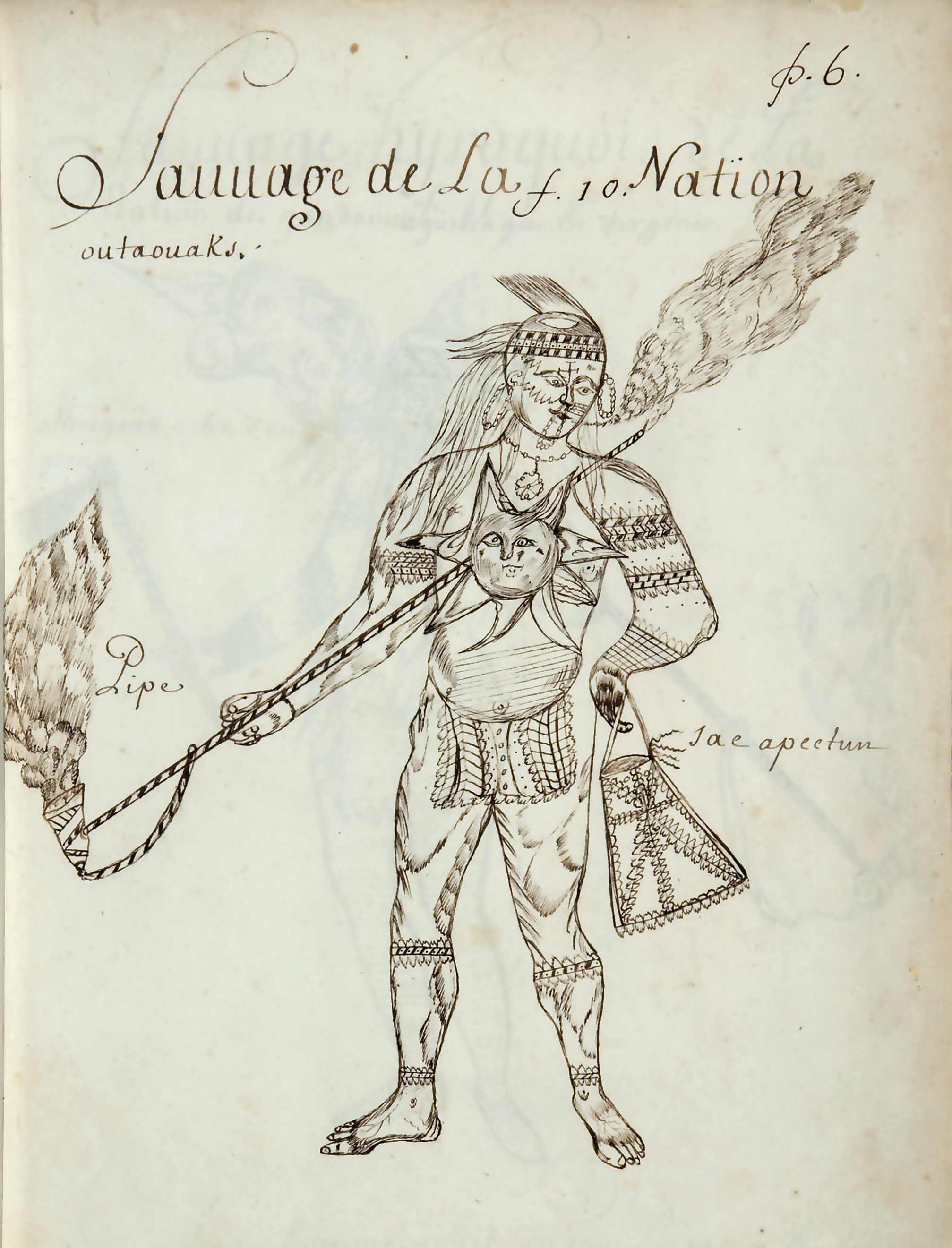
Un Outaouais (avec une pipe et un sac à tabac) vers 1700.

Au printemps 1698, La Chaudière Noire (Black Kettle en anglais), un chef de guerre onondaga, se rend à Fort Frontenac (Ontario) et indique aux Français que la Ligue des Cinq-Nations serait prête à se rendre à Montréal en juin afin de négocier une entente de paix. Ils refusent toutefois de faire la paix avec les Outaouais, ce qui compromet la possibilité de trouver un accord avec leurs alliés français. Peu de temps après, La Chaudière Noire est tué dans une embuscade algonquine, ce qui porte un dur coup à l'effort de paix. Dès lors, les Iroquois sont encore plus réticents à l'idée de faire la paix avec les nations des Grands Lacs, ce qui place les Français dans une situation diplomatique délicate vis-à-vis de leurs alliés. À l'été 1698, Frontenac réitère toutefois à ses alliés autochtones qu'ils seraient inclus dans un potentiel accord de paix avec les Iroquois.
Il faudra attendre 1699 pour que les pourparlers reprennent substantiellement. En janvier, les chefs Ohonsiowanne et Otacheté, respectivement onondaga et onneiout, se rendent à Montréal pour négocier. Ils y rencontrent Paul Le Moyne de Maricourt, un officier français influent auprès des Iroquois depuis qu'il a été adopté par les Onondagas quelques années plus tôt. Ce dernier les informe du fait que les Français ne libéreraient aucun prisonnier tant que les Cinq-Nations n'enverraient pas de délégués pour signer un accord de paix indépendant des Anglais. C'est ainsi qu'en mars 1699, les chefs iroquois Ohnonsiowannem, Tsonhuastsuan et Otacheté arrivent à Montréal et informent le gouverneur Callière, au nom des Cinq-Nations, que les Iroquois sont prêts à faire la paix, moyennant l'arrêt des raids des nations des Grands Lacs et un échange de prisonniers à Albany. Ce dernier point  ne plaît pas à Callière, qui informe les ambassadeurs iroquois du fait que la paix ne pourrait être négociée qu'à Montréal, en présence des alliés autochtones des Français.
En mars 1700, les Iroquois, affaiblis par les attaques dans l'Ouest, sont de plus en plus convaincus qu'ils devront s'éloigner de l'influence anglaise pour signer un accord de paix séparé avec la Nouvelle-France. Alors que les manœuvres diplomatiques des Français et des Hurons-Petuns mettent fin aux hostilités dans l'Ouest, les conditions d'une entente de paix prennent forme : les Iroquois organisent alors une première conférence en territoire iroquois, à Onondaga (dans l'actuel État de New-York). Cette « Conférence d'Onondaga » est décisive dans le processus ayant mené à la Grande paix de Montréal. C'est là que les nations iroquoises, en présence d'ambassadeurs français et sous l'impulsion du grand chef onondaga Teganissorens, trouvent un consensus quant à la signature d'un accord de paix. L'envoi d'un émissaire anglais pour mettre fin aux pourparlers n'y changera rien: les Cinq-Nations sont désormais décidées à se rendre à Montréal pour y conclure une entente. Cette conférence préliminaire marquera la fin de la souveraineté et de la domination économique anglaise en Iroquoisie.
Du 3 au 9 septembre de la même année, une paix préparatoire est donc signée à Montréal avec les Cinq Nations iroquoises. Dix-neuf sachems iroquois et quelques représentants des nations des Grands Lacs (dont Kondiaronk, dit « Le Rat », un important chef huron) participent alors à cette conférence préliminaire. À la suite de cette première entente signée par treize représentants autochtones, il est convenu qu'une invitation sera portée à toutes les nations des Grands Lacs pour qu'elles se rendent à Montréal à l'été 1701 afin d’y ratifier l’entente générale. Des émissaires français, religieux (jésuites notamment) et soldats particulièrement bien introduits parmi les Amérindiens, sont chargés de cette approche diplomatique. Parmi eux figurent notamment Le Gardeur de Courtemanche, soldat et diplomate, le père jésuite Jean Enjalran, et  Nicolas Perrot, le « Français le plus connu à l'Est du Mississippi », qui avait auparavant visité nombre de nations amérindiennes au cours de ses voyages et fut pionnier du Wisconsin.
Bien que les nations des Grands Lacs finissent par accepter de se rendre à Montréal, plusieurs d'entre elles sont réticentes à accepter la proposition française. Cela s'explique notamment par le fait qu'une rumeur circulait à l'époque, faisant état d'une épidémie à Montréal : elle s'avérera fondée. L'historien français Gilles Havard, spécialiste de la Grande paix, souligne que l'engagement des autochtones malgré les risques de contamination prouve leur détermination à faire aboutir le processus de paix. Du côté des alliés autochtones des Français, Kondiaronk fut déterminant pour convaincre les nations des Grands Lacs d'assister aux pourparlers à Montréal. Le chef onondaga Teganissorens jouera le même rôle auprès des nations iroquoises. En mai, lors d'une mission diplomatique à Montréal, ce dernier s'assure également d'imposer des conditions aux Français, notamment en ce qui concerne la possibilité pour les Iroquois de chasser en toute quiétude dans l'Ouest. Teganissorens s'inquiète aussi de la construction d'un fort français à Détroit, entre le Lac Érier et le Lac Sainte-Claire. Afin de ne pas compromettre la conférence prévue en été, le gouverneur Callière doit alors le rassurer (en plus de contrer la diplomatie anglaise), notamment en envoyant des émissaires à Onondaga, la capitale iroquoise.

### L'arrivée à Kahnawake

Kahnawake, vue de Montréal.

La conférence de la Grande paix ne débute pas à Montréal mais juste en face, à Sault-Saint-Louis (aujourd'hui Kahnawake), sur la rive-sud du fleuve Saint-Laurent. Les délégations autochtones y parviennent à partir du 21 juillet 1701, à l’issue de périples parfois longs et pénibles. On accueille ces groupes, issus des Pays-d'en-Haut et de quatre des nations de l'Iroquoisie (les Agniers n'arrivent qu'après la signature du traité), avec des salves de fusil et des coups de canon. Un discours d'accueil est alors prononcé, notamment pour les féliciter d'avoir bravé les difficultés du voyage.
Les délégués français envoyés à Onondaga en juin rentrent à Montréal le 21 juillet pour le début de la conférence, accompagnés de deux cents Iroquois. Le chef Teganissorens n'est toutefois pas de la délégation; il a préféré rester dans la capitale iroquoise en guise de symbole de neutralité vis-à-vis des alliés anglais. Les nations iroquoises, Onondaga, Sénéca, Oneida et Cayuga, sont alors représentées par les leaders Tekanoet, Aouenano et Tonatakout (sénécas), ainsi que par le sachem Ohonsiowanne (onondaga), le chef Toarenguenion (sénéca) et les délégués Garonhiaron (cayuga) et Soueouon (oneida).
De leur côté, les nations des Grands Lacs arrivent le 22 juillet, dans une flottille composée de près de 200 canots. Parmi les quelque 700 à 800 délégués envoyés à Montréal, les historiens ont pu identifier une trentaine de nations (Amikwas, Cris, Hurons-Petuns, « Gens des terres », Illinois, Mascoutens, etc.), notamment en se basant sur les signatures du traité. Parmi les nombreux ambassadeurs de ces nations, l'historien Gilles Havard distingue trois grands chefs, issus des trois grandes nations des Grands Lacs, qui se démarquent alors par leur talent oratoire ou leur prestige politique: Kondiaronk (Huron-Petun), Outoutagan (Odawa) et Onanguicé (Potawatomis).
Notons qu'outre les Français, les Iroquois et les nations des Grands Lacs, des Algonquins, des Abénaquis et des Iroquois « domiciliés » sont également présents à la conférence. Une fois les délégations arrivées, on entame une cérémonie diplomatique, notamment pour rendre hommage aux victimes des guerres passées et préparer l'entente. Sont alors offertes trois branches de porcelaine : la première pour « essuyer les larmes et pleurer les morts », la seconde pour « déboucher la gorge et les oreilles » et la troisième pour « natte teinte de sang » des maisons longues des clans endeuillés. Les partis fument ensuite le calumet de la paix pour « apaiser les esprits » avant de prendre part à un grand festin animé de danses et de musique.

### Les négociations à Montréal
Les délégations autochtones débarquent à Montréal le lendemain, le 22 juillet 1701. 200 canots accostent alors sur les rives de l'île, accueillis au son des salves de canons. Certains avaient fait un voyage de plus de 6 semaines, notamment à partir des Grands Lacs et du Mississippi. Les représentants des nations autochtones, à l'exception des Iroquois, s'installent alors près des palissades, à la Pointe à Callière. Les Iroquois sont quant à eux reçus en ville, chez Paul Le Moyne de Maricourt, fils de Charles Le Moyne et capitaine d'une compagnie de la Marine ayant négocié avec les nations iroquoises (il parle d'ailleurs leur langue). Parallèlement aux discussions diplomatiques, la conférence de Montréal est également le théâtre d'importants échanges commerciaux. Les nations autochtones ont alors l'occasion de circuler librement en ville et de faire affaire avec les marchands français. L'historien Gilles Havard souligne d'ailleurs que l'événement n'est pas sans rappeler les grandes foires commerciales tenues à Montréal durant les décennies précédentes, accueillant parfois des centaines de commerçants de diverses nations autochtones. Pour éviter les débordements, le gouverneur Callière interdit la vente d'alcool pendant la durée de la conférence.
Malgré l'ambiance festive et l'abondance d'échanges commerciaux, la conférence se déroule dans des conditions difficiles: Montréal est en proie à une épidémie qui tue de nombreux délégués autochtones, particulièrement des chefs hurons-petuns et miamis. Des rumeurs courent à l'effet que les Français auraient délibérément provoqué l'épidémie pour détruire les nations autochtones, compromettant le processus de paix. Certains autochtones refusent même d'être soignés à l'Hôtel-Dieu de Montréal car ils craignent d'être empoisonnés.

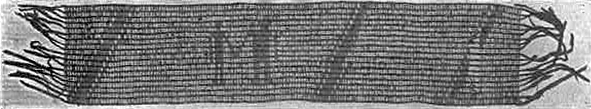
Une ceinture de wampum, similaire à celles qui furent échangées durant les cérémonies à Montréal.

À partir du 25 juillet, les chefs autochtones sont accueillis à tour de rôle à la résidence du gouverneur Louis-Hector de Callière, où les discussions s'amorcent. Ces dernières prennent une forme hybride, à cheval entre les traditions diplomatiques européenne et autochtone. Elles sont animées de grands discours et donnent lieu à des échanges de cadeaux, tels que des peaux de castor et des ceintures de wampum. Dans la cour de la résidence, de nombreux conseils sont tenus en présence du gouverneur et de ses généraux: on y discute notamment du prix des produits français, de la sur-chasse des animaux à fourrure, des tensions entre alliés ou encore des problèmes causés par la vente d'alcool. Les discussions sont parfois tendues car les Iroquois, contrairement à l'entente établie, n'ont pas ramené leurs prisonniers de guerre à Montréal. Ces sessions privées à la résidence du gouverneur prennent fin le 2 août, alors qu'elles sont remplacées par des conférences publiques.
Le 1er août, le chef huron Kondiaronk tombe à son tour gravement malade, frappé de fortes fièvres. Revigoré avec du vin, il prononce tout de même l'un des plus importants discours de l'assemblée. Kondiaronk réussit à obtenir des Français la promesse d'obliger les Iroquois à rendre les prisonniers issus des nations des Grands Lacs. Transporté à l’hôpital, il meurt à deux heures du matin le lendemain, succombant à la maladie. Catholique, il a droit a de grandioses funérailles à l'église Notre-Dame de Montréal. Son cortège funèbre est composé de soldats français, de guerriers hurons en tenues traditionnelles, de membres du clergé, de chefs de guerre autochtones (dont certains portent le cercueil) et des autorités politiques de la colonie. L'historien Gilles Havard estime que la mort de Kondiaronk, par l'émoi général qu'elle a provoqué, a probablement contribué à la compréhension entre les factions et, ultimement, à l'aboutissement du processus de paix.

La signature de Kondiaronk, chef huron-wendat, sous la forme d'une marque représentant un rat musqué.

### Assemblée du 4 août et signature du traité
La signature s’effectue le 4 août, lors d'une importante cérémonie organisée dans une grande plaine au sud de la Pointe-à-Callière. Une grande arène de 40 mètres de long par 24 mètres de large est aménagée pour l’occasion. De 2 000 à 3 000 individus, dont 1 300 représentants autochtones, participent à cette imposante assemblée. Outre les représentants français, de nombreux Montréalais de toutes les classes sociales assistent à la rencontre : nobles, paysans, commerçants ou encore religieux (Jésuites, Sulpiciens, Récollets, etc.).
Après que le gouverneur Callière ait ouvert la conférence, debout sur une plateforme, les chefs autochtones, dont certains sont habillés « à la française » afin de faciliter les rapprochements diplomatiques, enchaînent les discours de paix. La compréhension des échanges est assurée par cinq traducteurs, dont quatre sont Jésuites. Après les discours, le gouverneur Callière fait venir le traité. Les représentants de chacune des nations apposent ensuite la marque de leur clan au bas du texte, le plus souvent un animal.
Un grand banquet suit l’acte solennel, puis le calumet est échangé par les différents chefs, chacun d’entre eux prononçant une harangue de paix. L'entente est importante. Elle met fin aux guerres entre les Français et les Iroquois, ainsi qu'entre ces derniers et les autres nations autochtones alliées des Français. Trois clauses ressortent particulièrement : 
- Tous les captifs, autochtones ou non, sont libérés et retournés dans leur nation.
- Les territoires de chasses sont mis en commun et partagés entre les autochtones. Cette clause a toujours valeur juridique.
- Les nations amérindiennes demeurent neutres en cas de conflit entre les colonies françaises et anglaises.

## Conséquences

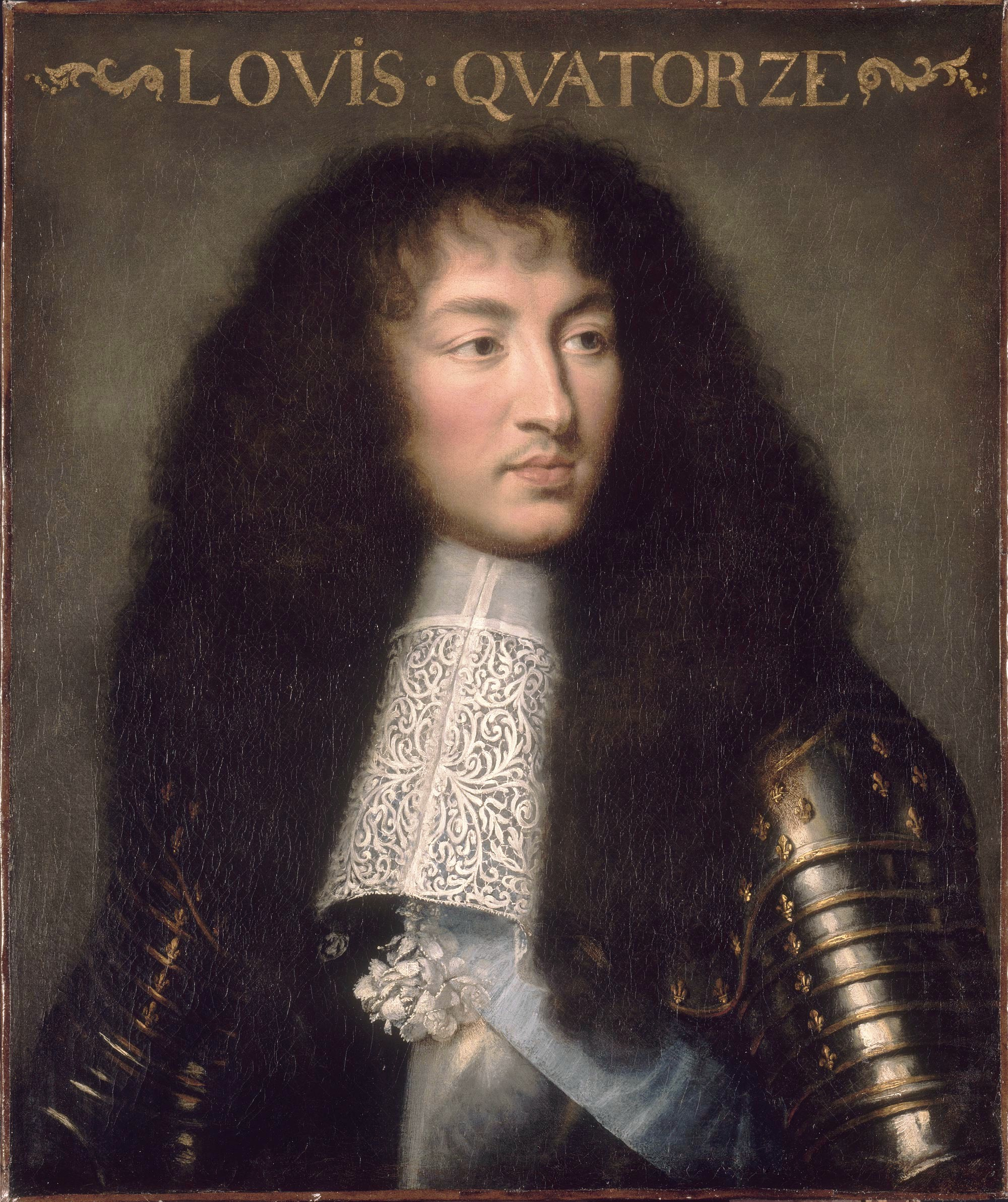
Le roi Louis XIV, qui régnait sur le Royaume de France au moment de la signature de la Grande Paix, en 1701.

À compter de la signature du traité, le commerce et les expéditions de découverte peuvent reprendre en toute quiétude. Le sieur de Cadillac quitte Montréal pour aller fonder le poste de traite de Détroit, dans la région des Grands Lacs, promis à un bel avenir, tandis que les missionnaires jésuites reprennent leurs missions spirituelles dans les « Pays d’en haut ». Versailles fut particulièrement satisfaite de la signature du traité, à une époque où Louis XIV cultive de grandes ambitions impériales en Amérique du Nord. L'accord permet alors aux Français de solidifier leur présence commerciale en Iroquoisie (Fort Frontenac et Détroit) en plus de s'assurer du soutien de leurs alliés autochtones.
Du côté des nations amérindiennes, la mise en commun des territoires favorise la paix entre elles, paix qui se poursuivra après la victoire des Anglais et le traité d'Utrecht en 1713. Notons toutefois que cette paix a ses limites, comme en témoigne la poursuite des affrontements entre les nations des Grands Lacs et les Sioux. De plus, les Français ne réussirent pas à dominer complètement le commerce en Iroquoisie dans la mesure où ils ne pouvaient parfois pas concurrencer la compétitivité des marchandises anglaises.
Sur le plan diplomatique, la paix de Montréal apparaît comme un fait unique dans toute l’histoire de l'Amérique, instaurant une période de paix pour les nations signataires qui durera jusqu'à la Conquête de 1760. Détail étonnant, l'accord est toujours valide et reconnu comme tel par les communautés amérindiennes et les tribunaux.

## Les Nations signataires et leurs représentants
| Colonie         | Représentants |
| --------------- | --- |

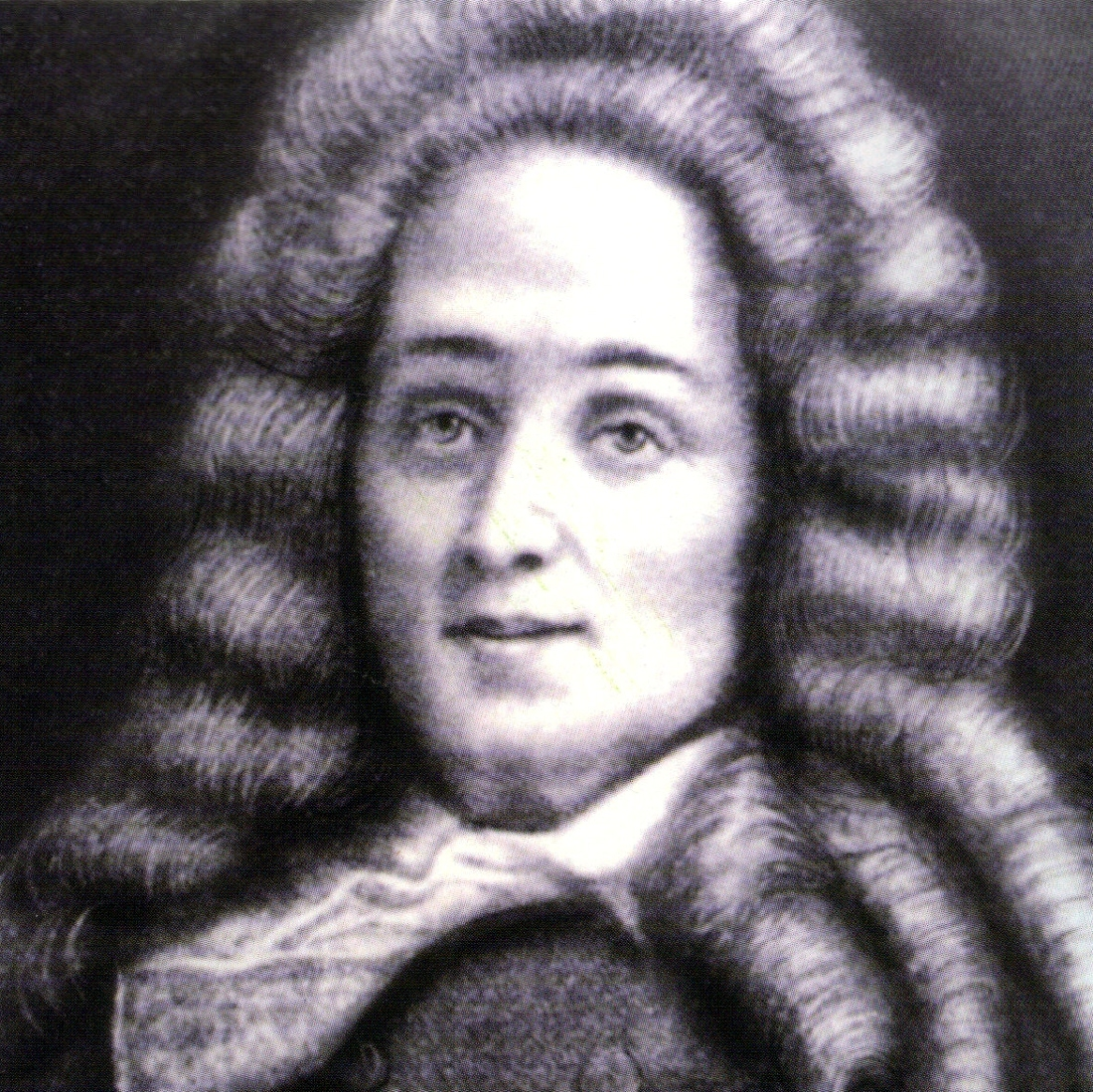
Louis-Hector de Callière, dit Chevalier de Callière, gouverneur de la Nouvelle-France.

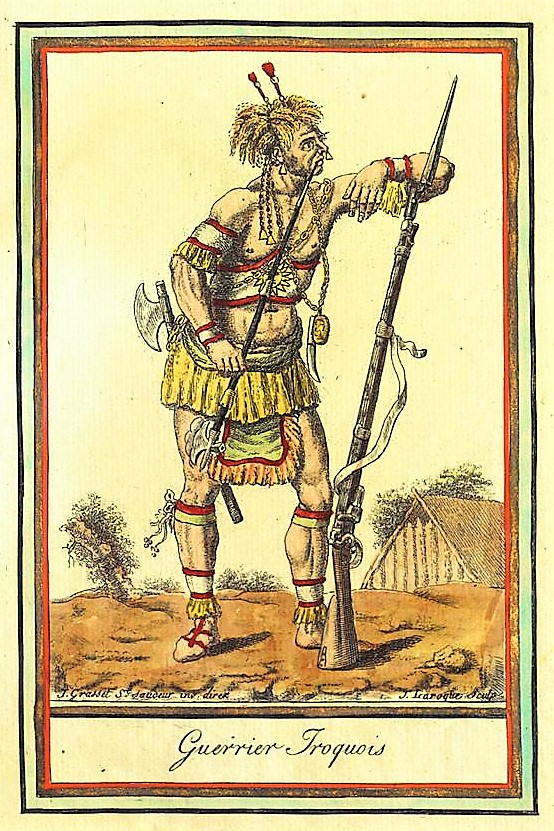
Un guerrier iroquois.

| Nouvelle-France | Louis-Hector de Callière (gouverneur, représentant du roi Louis XIV) Bochart de Champigny (intendant) Philippe de Rigaud de Vaudreuil (gouverneur de Montréal) Nicolat Perrot (diplomate) Chabert de Joncaire (diplomate) Le Moyne de Maricourt (diplomate) Vincent Bigot (diplomate et jésuite) Jacques Bruyas (diplomate et jésuite) Jean Enjalran (diplomate et jésuite) Julien Garnier (diplomate et jésuite) |

| Nations       | Représentants                              |
| ------------- | ------------------------------------------ |
| Onontagués    | Ohonsiowanne                               |
| Tsonnontouans | Tekanoet Aouenano Tonatakout Toarenguenion |
| Onneiouts     | Soueouon                                   |
| Cayugas       | Garonhiaron                                |

| Nations                                                                  | Représentants |
| ------------------------------------------------------------------------ | --- |
| Amikwas                                                                  | Mahingan |
| Cris                                                                     | Pas d'information                                                                                                  |
| Outagamis                                                                | Naro, Miskouensa                                                                                                   |
| « Gens des Terres »                                                      | Pas d'information                                                                                                  |
| Hurons-Petuns                                                            | Kondiaronk, Houatsaranti, Quarante Sols                                                                            |

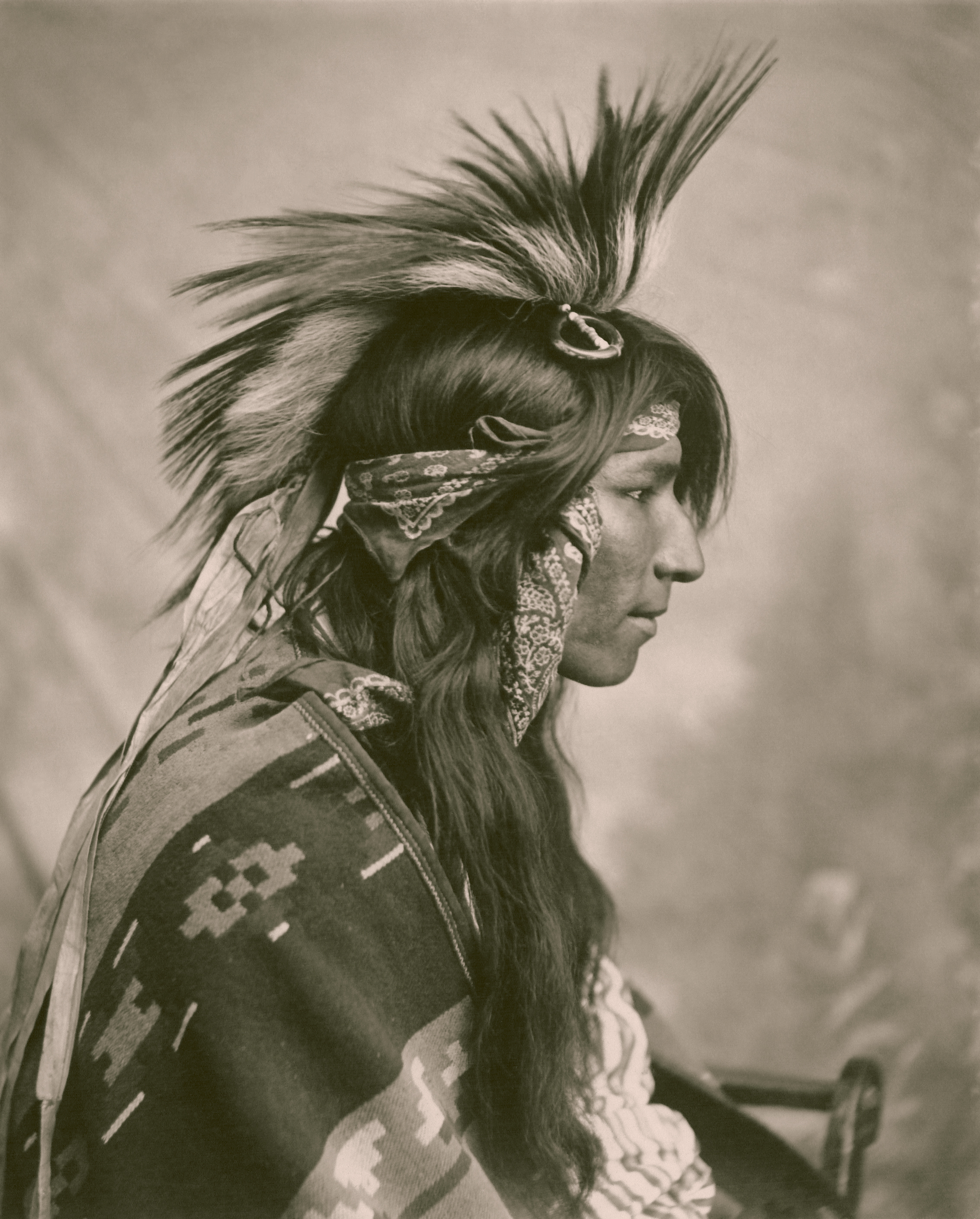
Un Cri, photographié par G. E. Fleming en 1903 à Maple Creek, Saskatchewan.

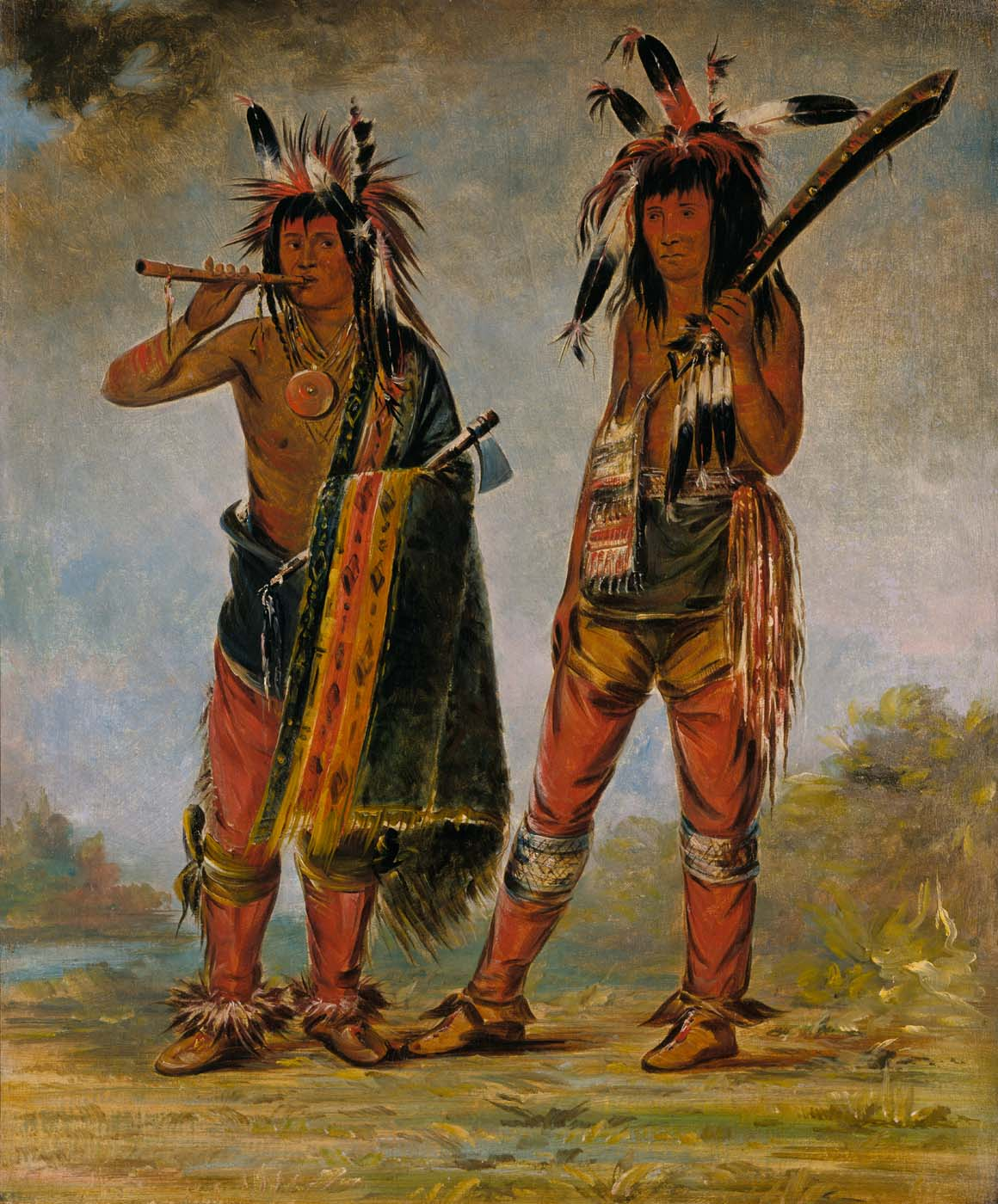
Deux jeunes Menominees, peints par George Catlin.

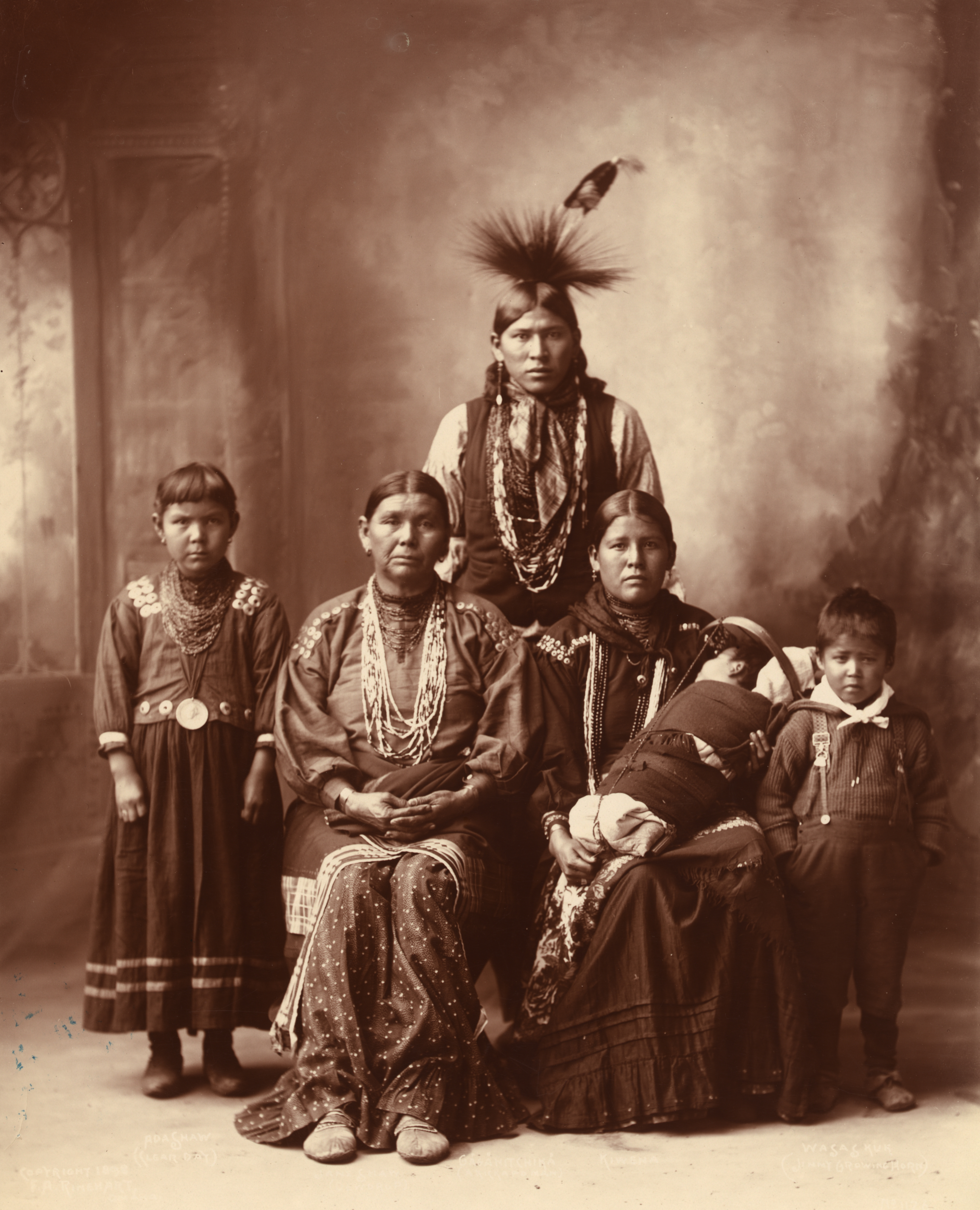
Famille de Sauks, photographiée par Frank Rinehart en 1899.

| Illinois (Kaskakias Peorias Tapouaros Maroas Coiracoentanons Moingwenas) | Aucun représentant présent (le chef potéouatami Onanguicé les a représentés)                                       |

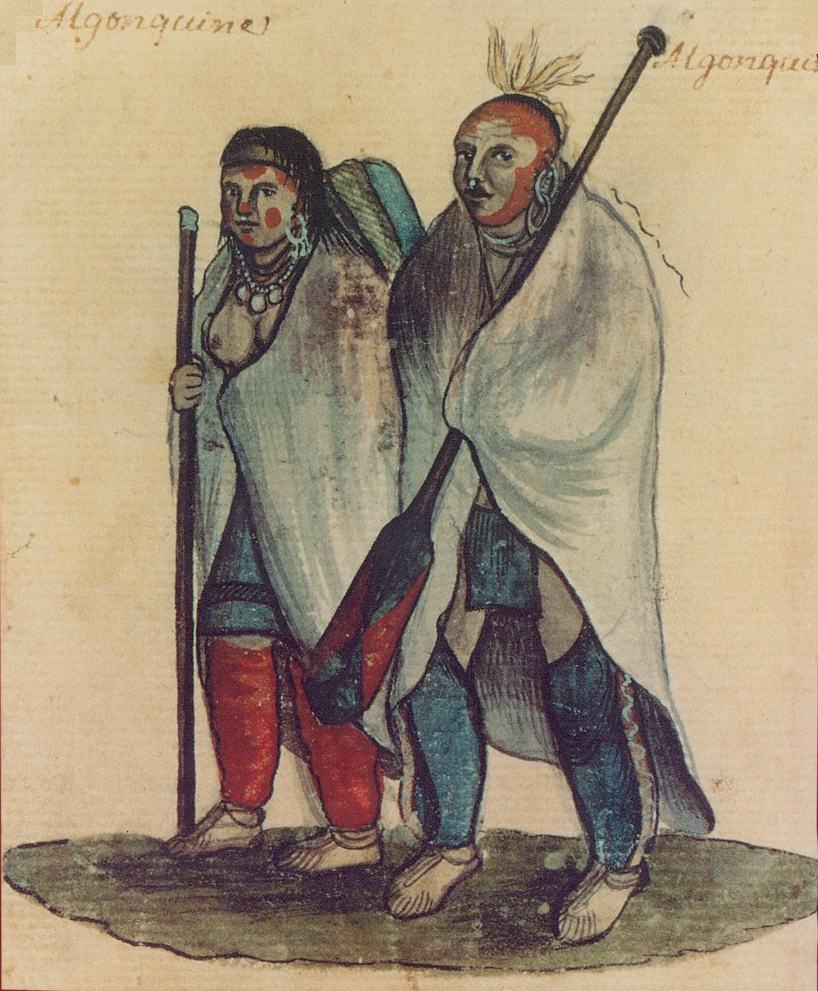
Couple d'Algonquins au XVIIIE siècle.

| Kickapous                                                                | Aucun représentant présent                                                                                         |
| Mascoutins                                                               | Kiskatapi |
| Menominees                                                               | Paintage |
| Miamis (Piankashaws Ouiatenons)                                          | Chichicatalo |
| Mississaugas                                                             | Leur chef fut représenté par le chef potéouatami Onanguicé                                                         |
| Nipissings                                                               | Onaganiouitak |
| Outaouais (Sable Odawas Culs Coupez Sinago Odawas Nassawaketons)         | Outoutagan (alias Jean Leblanc) Kinongé (alias Le Brochet), Hassaki Kileouiskingié Chingouessi Outaliboi Elaouesse |
| Ojibwés                                                                  | Ouabangué |
| Potéouatamis                                                             | Onanguicé Ouenemek                                                                                                 |
| Sauks                                                                    | Coluby Onanguicé (parfois)                                                                                         |
| Timiskamings                                                             | Pas d'information                                                                                                  |
| Winnebagos                                                               | Pas d'information                                                                                                  |

| Nations                                                    | Représentants             |
| ---------------------------------------------------------- | ------------------------- |
| Algonquins                                                 | Pas d'information         |
| Abénakis                                                   | Haouatchouath Meskouadoue |
| Iroquois des environs de Montréal (notamment de Kahnawake) | L'Aigle Tsahouanhos       |

## Galerie des signatures

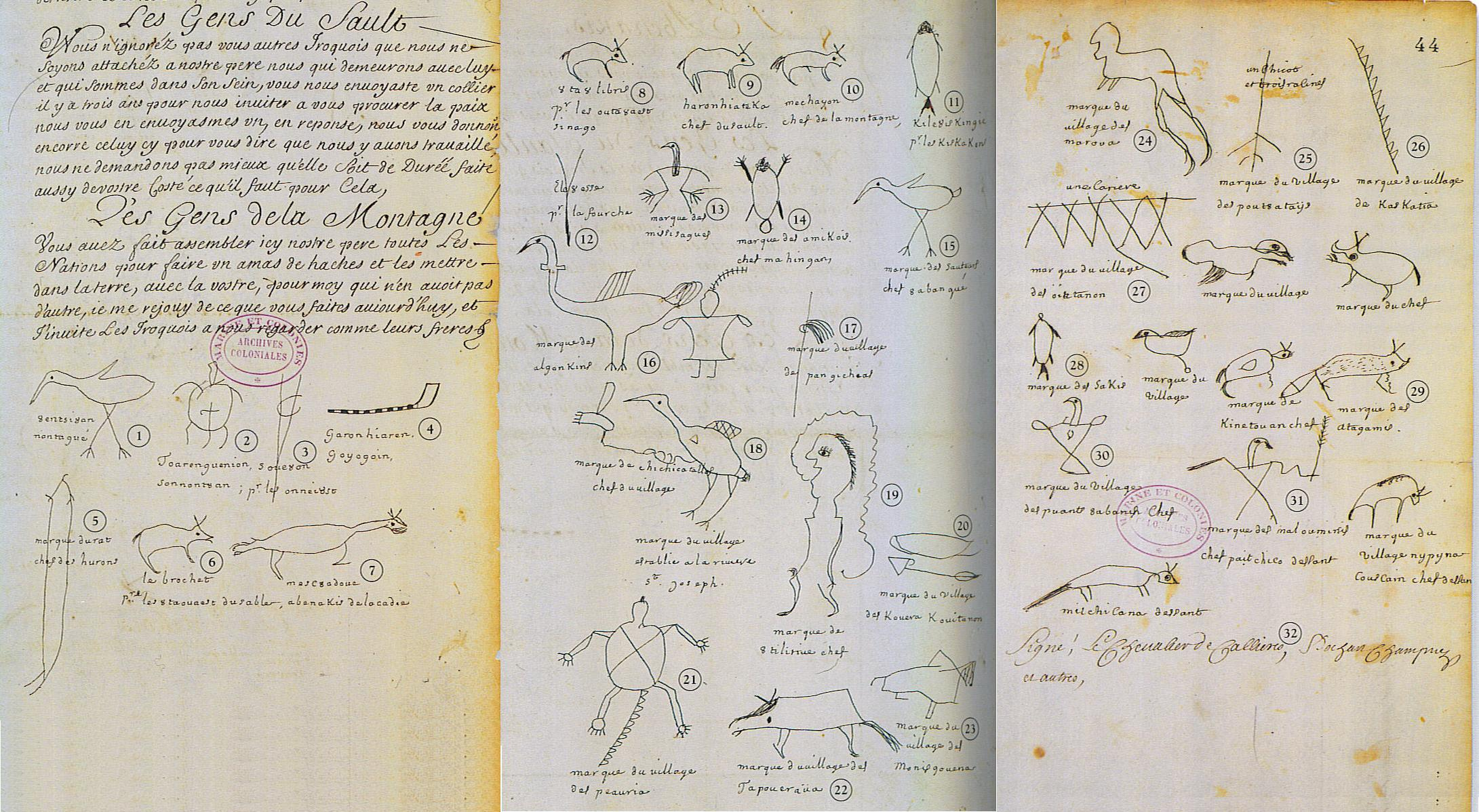

Marques et signatures sur le traité
Signature du Chevalier de Callières pour les Français.
Marque : un échassier. Ouentsiouan signe le traité pour les Onontagués (Onondagas).
Marque : une tortue. Tourengouenon signe le traité pour les Tsonnontouans (Senecas).
Marque : une fourche au milieu de laquelle se trouve une pierre représente les Onnéiouts (Oneidas). En 1701, la « nation de la Pierre Debout » est installée entre les Agniers à l’est et les Onontagués à l’ouest.
Les Goyogouins (Cayugas) sont appelés la nation de la Grande Pipe. En 1701, ils sont installés entre les Onontagués et les Tsonnontouans.
Marque : un rat musqué représente les Hurons-Wyandots. Kondiaronk (dit le Rat) venait juste de décéder à la signature du traité de Paix. On a apposé sa marque pour lui.
Marque : un ours. Le chef Kinongé, dit le Brochet, signe le traité pour les Outaouais du Sable.
Marque : un ours, signature des Outaouais Sinagos.
Marque : un poisson. Kileouiskingié signe le traité pour les Kiskakons.
Marque : Une fourche représente La Fourche, à la confluence de trois rivières, pour les Outaouais de La Fourche
Marque : un oiseau-tonnerre représente les Mississagués.
Marque : une grue. Le chef Ouabangué signe le traité pour les Sauteux.
Marque : le castor. Les Amikoués ou  « Nez percés » habitent la rive nord du lac Huron (île Manitoulin).
Marque : un esturgeon. Les Sakis ou Sauks sont le « Peuple de l’embouchure » ou « le Peuple de la Terre jaune », dont le territoire se situe entre les lacs Supérieur et Michigan.
Marque : un renard. Les Outagamis ou Renards s’appellent eux-mêmes Meskwakihug, « Peuple de la terre rouge ».
Marque : un oiseau-tonnerre. Les Puants, Otchagras ou Winnebagos (Ouinipégons), sont « le Peuple de l’Eau corrompue ». Unique nation de langue siouenne à Montréal.
La marque des Malouminis (Folles Avoines) est celle d'un oiseau-tonnerre tenant une tige de folle avoine.
Une perche surmontée d'un scalp sert de signature pour le village des Pangichéas (Piankashaws).
La marque de Chichicatalo, chef très respecté chez les Miamis, regroupe deux symboles, dont une grue.
La marque du village des Ouiatanons (nation miamie) est une carrière.
La marque du chef Outilirine pourrait représenter les Cris. En langue Crie, le suffixe -irin signie « homme ».
Pour les Pouteouatamis, la marque d'un chicot et trois racines.
Représentés par Onanguicé, les Koueras Koueatenons (groupe illinois) signent d'un arc et d'une flèche.
La marque du village des Peorias (nation illinoise) est une tortue à longue queue.
L'emblème des Tapouaroas (groupe illinois).
L'emblème des Monisgouenars (nation illinoise), établi à la rivière des Moines.
Le village des Marouas (groupe illinois), signe d'une grenouille.
Pour les Kaskaskias (nation illinoise), une plume encochée.
La marque des Abénaquis de l'Acadie, par le chef Mescouadoué.
Chez les Algonquins, on trouve deux signatures : un échassier ou une grue et, à côté, un être humain.
Pour les Gens du Sault, l'ours également, signature apposée par Haronhiateka.
La signature du chef des Gens de la Montagne est un chevreuil.

## Commémorations

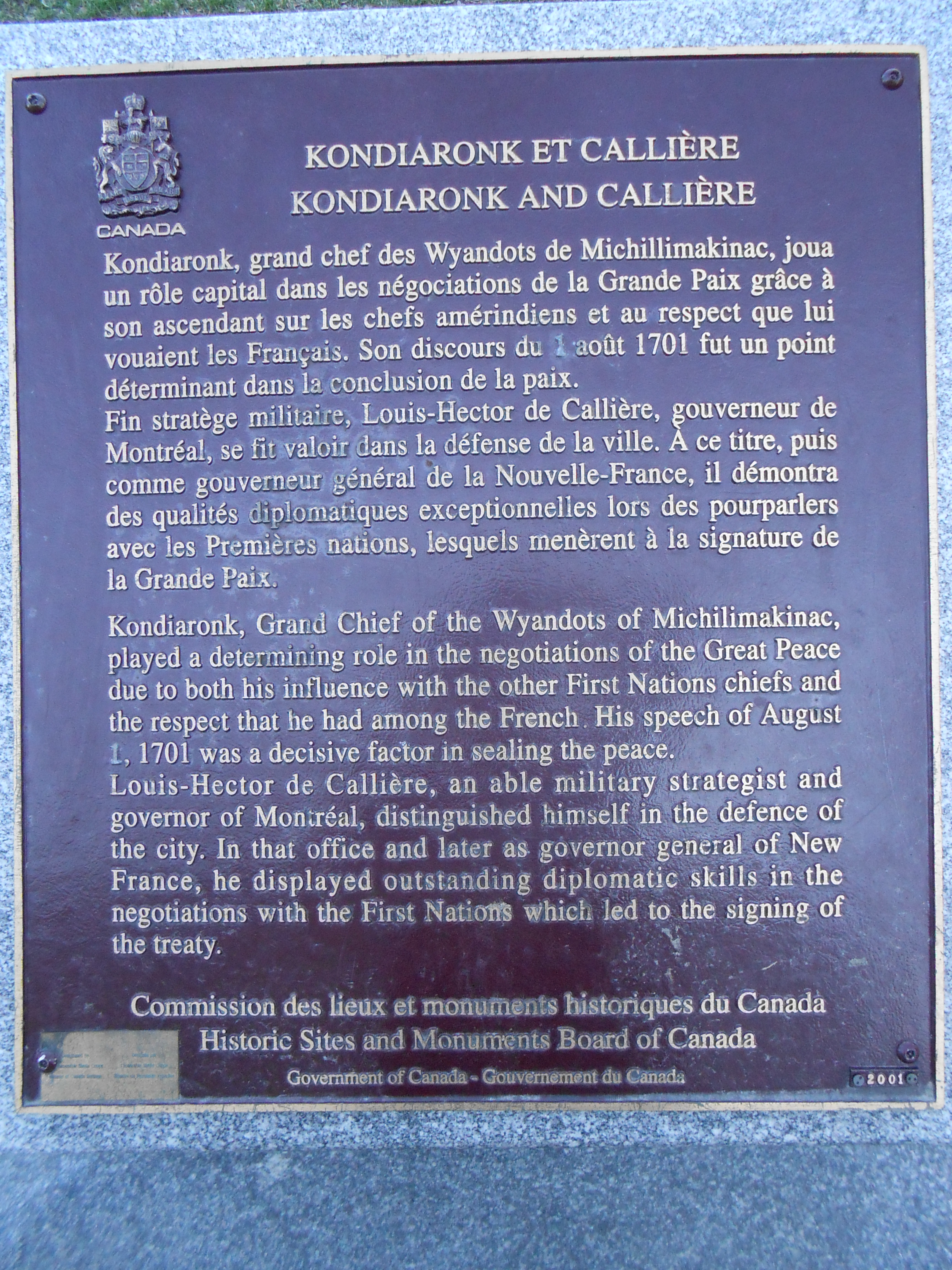
Plaque rendant hommage à Kondiaronk et Callière, sur la Place de la Grande-Paix-de-Montréal.

Entre mars et décembre 2001, les 300 ans de la signature du traité de la grande paix de Montréal sont commémorés par le biais de plusieurs activités dans la métropole québécoise, notamment des rassemblements impliquant les communautés autochtones, une exposition à Pointe-à-Callière intitulé « 1701, La Grande Paix de Montréal », la publication d'un livre et le dévoilement de deux plaques commémoratives. De plus, on renomme une partie de la place d’Youville « Place de la Grande-Paix-de-Montréal », au centre de laquelle se trouve le Monument aux pionniers, un obélisque érigé en 1893 par la Société historique de Montréal dans le cadre du 250e anniversaire de Montréal,.
Près de trois siècles séparent la signature du traité de paix de 1701 et les premières commémorations officielles étatiques et municipales d'envergure. Le point de départ de l'intérêt porté à cet épisode de l'histoire se situe dans les années 1990. Il provient d'un côté du milieu communautaire autochtone et de l'autre des milieux de la recherche universitaire et de la conservation du patrimoine. Lancé en 1990, l'organisme de diffusion de la culture autochtone Terres en vues a la commémoration du tricentenaire de la Grande Paix de Montréal de 1701 inscrite parmi ses objectifs stratégiques de fondation,. Une première grande occasion de raviver la mémoire de la Grande Paix survient en 1992 dans le contexte du 350e anniversaire de fondation de Montréal (1642-1992). L'année 1992 est en effet celle de l'inauguration de Pointe-à-Callière, musée (et plus tard cité) d’archéologie et d’histoire de Montréal, qui fit notamment graver des signatures amérindiennes extraites du traité de 1701 sur l’une des quatre plaques de cuivre rectangulaires de la surface de la place Royale. Les fouilles archéologiques préalables à la construction du complexe muséal (qui comprend la place Royale) avaient fait ressortir l'importance de Pointe-à-Callière, site de fondation de Ville-Marie, comme lieu de passage et carrefour d'échanges impliquant des peuples venus de tout le nord-est du continent. Cette réalité se voit reflétée dans l'exposition permanente du musée portant sur la fondation de Montréal. 1992 est aussi l'année de parution, aux éditions Recherches amérindiennes, du livre La Grande Paix de Montréal de 1701. Les voies de la diplomatie franco-amérindienne de l'historien Gilles Havard. Il s'agit d'une contribution majeure au renouveau de l'historiographie sur le sujet, qui éclaire le rôle joué par les acteurs amérindiens dans le monde complexe de la diplomatie coloniale.
Cinq ans plus tard, le 21 juin 1997, à l'occasion de la Journée nationale des peuples autochtones et en plein festival Présence autochtone, l'un des quatre belvédères du parc du Mont-Royal, celui doté d'une grande terrasse d'observation donnant une vue sur le centre-ville, le fleuve Saint-Laurent et les Montérégiennes, prend le nom de belvédère Kondiaronk. Réaménagée et restaurée en 1992 à l'époque du maire Jean Doré, la terrasse portait avant cette date le nom de place du Belvédère. Une plaque est également dévoilée « en hommage à l'un des principaux artisans de la Grande Paix de Montréal de 1701 » lors d'une cérémonie donnant la parole à Pierre Bourque, maire de Montréal, et à Ghislain Picard, chef de l’Assemblée des Première Nations du Québec et du Labrador.
En 1999, Terres en vues et Pointe-à-Callière forment la Corporation du tricentenaire des fêtes de la Grande Paix de Montréal, chargée de mettre en œuvre une commémoration conjointe déjà en préparation depuis 1995. Appuyée par une soixantaine de partenaires et d'associés, la Corporation coordonne la réalisation d'un programme de 150 activités en 150 jours (de mars à décembre 2001). Les rapprochements entre les populations autochtones et québécoises et la promotion de la paix sont à l'honneur. La commémoration de la Grande Paix s’inscrira d'ailleurs dans le cadre du lancement des activités de la Décennie internationale de la promotion d’une culture de la non-violence et de la paix au profit des enfants du monde (2001-2010) décrétée par l'Organisation des Nations Unies et coordonnée par l'UNESCO.
Le 21 juin 2001, pour la Journée nationale des peuples autochtones, des centaines d'écoliers parcourent le Vieux-Montréal, du Vieux-Port à la place Royale, lors du Défilé des Ambassadeurs de la Paix. Les messages de paix des enfants sont déposés dans le cadre d'une cérémonie avant d'être transmis à l'UNESCO.
Le moment fort de ces activités se produit aux abords de Pointe-à-Callière les 3, 4 et 5 août, jours correspondant aux négociations finales et à la signature du traité en 1701. La cérémonie officielle de commémoration du tricentenaire de la Grande Paix de Montréal se fait notamment en présence de représentants des nations autochtones du Québec, du Canada et des États-Unis, du maire de Montréal, Pierre Bourque, du premier ministre du Québec, Bernard Landry, du ministre québécois des Affaires autochtones, Guy Chevrette, du ministre du Commerce international du Canada, Pierre Pettigrew, et du consul général de France, Jacques Audibert.